# Bernd Messmann
Bernd Messmann es un jinete alemán que compitió para la RFA en la modalidad de concurso completo. Ganó dos medallas de bronce en el Campeonato Europeo de Concurso Completo de 1969.

## Palmarés internacional
| Campeonato Europeo | Campeonato Europeo        | Campeonato Europeo | Campeonato Europeo |
| Año                | Lugar                     | Medalla            | Categoría          |
| ------------------ | ------------------------- | ------------------ | ------------------ |
| 1969               | Le Pin-au-Haras (Francia) | Medalla de bronce  | Individual         |
| 1969               | Le Pin-au-Haras (Francia) | Medalla de bronce  | Por equipos        |